# Zale helata
Zale helata är en fjärilsart som beskrevs av Smith 1909. Zale helata ingår i släktet Zale och familjen nattflyn. Inga underarter finns listade i Catalogue of Life.